# Lucien Boekmans
Lucien Charles Émile Boekmans (Elsene, 14 december 1922) was een Belgisch hockeyer.

## Levensloop
Boekmans speelde in de jeugd voetbal, maar schakelde nadien over op hockey, waar hij doelman werd. Hij was aangesloten bij Daring HC. Met die club behaalde hij tussen 1946 en 1949 vier opeenvolgende landstitels.
Tevens maakte hij deel uit van Belgisch hockeyteam dat deelnam aan de Olympische Zomerspelen van 1948.